# Ластру
Ластру (порт. Lastro) — муниципалитет в Бразилии, входит в штат Параиба. Составная часть мезорегиона Сертан штата Параиба. Входит в экономико-статистический микрорегион Соза. Население составляет 3000 человек на 2006 год. Занимает площадь 102,668 км². Плотность населения — 29,2 чел./км².
Праздник города — 31 августа. 

## История
Город основан в 1963 году.

## Статистика
- Валовой внутренний продукт на 2003 год составляет 5 784 630,00 реалов (данные: Бразильский институт географии и статистики).
- Валовой внутренний продукт на душу населения на 2003 год составляет 1894,12 реалов (данные: Бразильский институт географии и статистики).
- Индекс развития человеческого потенциала на 2000 год составляет 0,591 (данные: Программа развития ООН).